# 下阿默勒蒂鄉
43°57′14″N 24°09′58″E / 43.954°N 24.166°E
下阿默勒蒂鄉（羅馬尼亞語：Comuna Amărăștii de Jos, Dolj），是羅馬尼亞的鄉份，位於該國西南部，由多爾日縣負責管轄，面積55平方公里，海拔高度114米，2007年人口5,774，人口密度每平方公里105人。